# Эстл, Томас
Томас Эстл (англ. Thomas Astle, 22 декабря 1735, дер. Йоксолл, Нидвудский лес, Стаффордшир — 1 декабря 1803) — британский антиквар, палеограф, попечитель Британской библиотеки, член Лондонского королевского общества.

## Биография
Родился в семье Дэниэла Эстл, лесника. Учился юриспруденции, но по специальности не работал. Отправился в Лондон, где трудился над созданием каталога коллекции манускриптов Харли, опубликованного в 2 томах в 1759 году.
Избран действительным членом Общества антикваров в 1763 году, и примерно в то же время Джордж Гренвиль нанял Эстла для работы с текстами и разрешения вопросов, которые требовали знания древнего письма, а также назначил наряду с Джозефом и Айлоффом и Эндрю Дюкерелем членом Комиссии наблюдателей за ходом общественных записей в Вестминстере. 18 декабря 1765 женился на Анне Марии — единственной дочери и наследнице Филиппа Моранта, историка Эссекса. С женой имел девять детей.
В 1766 году стал членом Лондонского королевского общества. В том же году проведены консультации с комитетом Палаты лордов по вопросу печати древних записей парламента. Томас Эстл предложил принять на работу своего тестя. После смерти в 1775 Генри Рука, главного клерка Палаты записей в Тауэре, Эстли занял его пост, а после смерти сэра Джона Шелли в 1783 стал хранителем записей.
После смерти в 1770 году Филиппа Моранта через жену Томас Эстл получил в наследство библиотеку тестя, которая содержала много редких книг и манускриптов. К концу жизни Эстл и сам собрал крупнейшую в стране частную коллекцию рукописей. Умер Эстл в своем доме в Баттерси-Райз, недалеко от Лондона, от водянки.